# Stiftungen der Stadt Memmingen
Die Stadt Memmingen verwaltete zur Stiftungsglanzzeit vor der Reformation verschiedene Stiftungen, darunter einige, die mit einer Predigerstelle in der Martinskirche ausgestattet waren. Diese gingen in der Reformationszeit größtenteils verloren und wurden der Stadtkasse zugeschrieben. Derzeit werden zehn Stiftungen, deren Geschichte teilweise bis ins 13. Jahrhundert zurückreicht, von der Stadt geführt.
Es sind dies folgende:
- Unterhospitalstiftung – „Die Stiftung verfolgt ausschließlich und unmittelbar gemeinnützige und mildtätige Zwecke, indem sie selbstlos das Altenheim Bürgerstift unterhält und betreibt, den Kindergarten an der Stadtweiherstraße, den Jugendhort in der Nonnengasse und den Kinderhort am Wartburgweg unterhält und betreibt, Zuwendungen an alte, arbeitsunfähige bedürftige Einwohner der Stadt Memmingen sowie für Kinder kinderreicher, bedürftiger Familien in Kindergärten und Kinderhorten gibt und schließlich Krankenpflege und Krankenfürsorge gewährt.“ 
- Wohl schon im 12. Jahrhundert hatten Memminger Bürger ein Spital (Krankenhaus) gestiftet. Um 1210 wurde das Spital durch den Grafen Heinrich von Neuffen mit einer Zustiftung bedacht und dem Heilig-Geist-Orden unterstellt und ist seit der Zeit nachgewiesen. 1367 wurde die Verwaltung des Spitals dem Stadtrat und den Bürgern übertragen und wird seither unter dem Namen Unterhospital geführt.

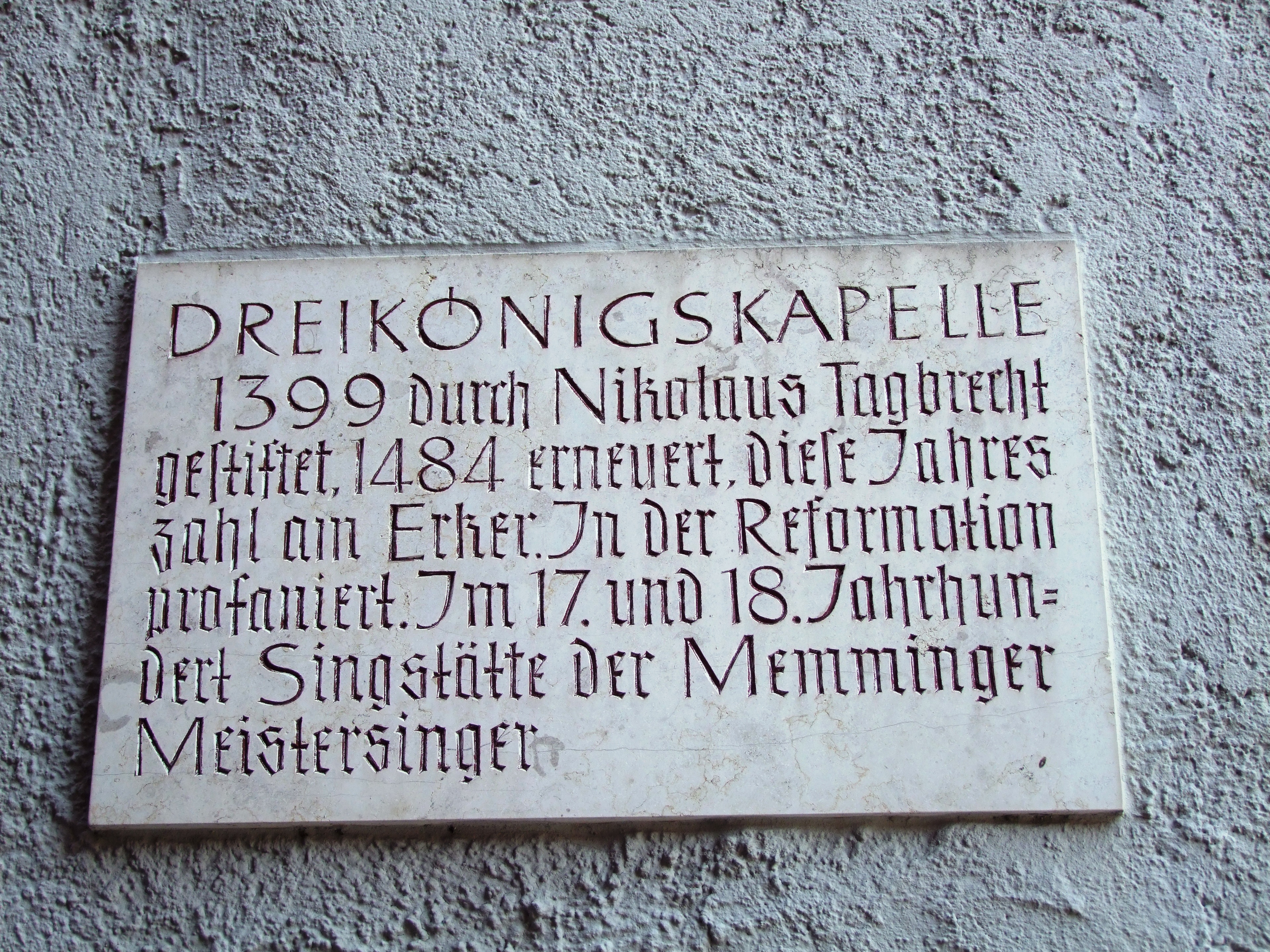
Gedenktafel zum Standort der damaligen Dreikönigskapelle

- Dreikönigskapellenstiftung – „zur Pflege der Kranken und Alten“ – 1399 vom Memminger Bürger Klaus Tagbrecht. Diese Stiftung hat heute Grundbesitz innerhalb und außerhalb der Stadt. Ihr gehören auch für die Bauhistorie der Stadt so bedeutsame Häuser, wie das sogenannte Versunkene Rathaus am Kempter Tor. Durch die relativ niedrige Finanzdecke dieser Stiftung war und ist es derzeit nicht möglich, solche Häuser, welche einen zwar baugeschichtlich großen Wert haben, aber auch Millionen für die Restaurierung verschlingen, zu renovieren.

- Großspendpflege – „fördert die Erziehung und den Unterricht auf christlicher Basis in der Stadt Memmingen“ – der Priesters Heinrich Lumen des Schottenklosters Memmingen spendete 320 Gulden, über die der Rat der Stadt im Jahre 1404 eine ausführliche Stiftungsurkunde errichtete. Durch Zustiftungen wuchs das Vermögen bis zum Jahre 1868 auf 69.367,17 Gulden an. Heute dürfte allein das Grundstück am St.-Josefs-Kirchplatz, auf dem die neue Elsbethenschule steht und das der Großspendpflege gehört, zwei bis drei Millionen Euro wert sein.

- Vereinigte Stipendienstiftung – „bedürftigen Schülern und Studenten, aber zur Hälfte müssen die jährlichen Leistungen auf evang. Theologiestudenten entfallen …“ – 1980.

- Lorenz Steffel’sche Wohltätigkeits Stiftung – „Zuwendungen und Stipendien an Bedürftige“ – 1553 von Lorenz Steffel, Pfarrer der Frauenkirche.

- Friedrich und Sofie Haußmann’sche Stiftung – „zugunsten der Hortkinder für Kinder bedürftiger Familien – ursprünglich für bedürftige kinderreiche Familien“ – 1989.

- Sigmund und Marie Honacker’sche Stiftung – „zugunsten bedürftiger, evang. Einwohner der Stadt Memmingen, sowie evang. Waisen“ – 1966.

- Dr. Müller-Jürgens Stiftung – „zugunsten bedürftiger und minderbemittelter Familien mit Kindern und kranke Personen in Memmingen ….“ – 1988.

- Karl und Theodora Finckh’schen Wohlt. Stiftung – „unterstützt das Memminger Kinderfest, sowie bedürftige und würdige, überwiegend evang. Einwohner der Stadt Memmingen“ – 1980.

- Vöhlin’sche Stiftung auch Vöhlins Klösterle, das Elisabeth Lauginger, die Witwe Erhards d. Ä., 1496 gestiftet hat – „widmet sich heute vor allem der ambulanten Krankenpflege über die Evang. Diakoniestiftung.“